# 스콧 힉스
로버트 스콧 힉스(영어: Robert Scott Hicks, 1953년 3월 4일 ~ )는 오스트레일리아의 영화 감독, 각본가이다. 실존 피아니스트 데이비드 헬프곳의 전기 영화 《샤인》(1996), 데이비드 거터슨의 동명 소설을 원작으로 한 《삼나무에 내리는 눈》(1999)을 연출하여 큰 호평을 받았고, 아카데미 시상식에도 입성했다. 이외에는 스티븐 킹 원작의 《하트 인 아틀란티스》(2001), 니컬러스 스파크스 원작의 《더 럭키 원》(2012)을 연출했다.

## 연출 작품 목록

### 영화
| 연도 | 제목               | 원제                   | 역할       | 비고 |
| ---- | ------------------ | ---------------------- | ---------- | ---- |
| 1996 | 샤인               | Shine                  | 연출, 각본 |      |
| 1999 | 삼나무에 내리는 눈 | Snow Falling on Cedars | 연출, 각본 |      |
| 2001 | 하트 인 아틀란티스 | Hearts in Atlantis     | 연출       |      |
| 2007 | 사랑의 레시피      | No Reservations        | 연출       |      |
| 2009 | 소년들이 돌아온다  | The Boys Are Back      | 연출       |      |
| 2012 | 더 럭키 원         | The Lucky One          | 연출       |      |
| 2016 | 추락천사           | Fallen                 | 연출       |      |